# Huta (powiat chełmski)
Huta – wieś w Polsce położona w województwie lubelskim, w powiecie chełmskim, w gminie Wojsławice.
W latach 1954–1957 wieś należała i była siedzibą władz gromady Huta, po jej zniesieniu w gromadzie Wojsławice. W latach 1975–1998 miejscowość należała administracyjnie do województwa chełmskiego. 
Wieś stanowi sołectwo gminy Wojsławice. Według Narodowego Spisu Powszechnego (III 2011 r.) liczyła 278 mieszkańców i była drugą co do wielkości miejscowością gminy.
Wierni Kościoła rzymskokatolickiego należą do parafii św. Michała Archanioła w Wojsławicach.

## Historia
Po raz pierwszy wieś Huta występuje w źródłach w roku 1784. W tym też okresie posiadała inną nazwę - „Placypol”. Tak nazwana została prawdopodobnie  na cześć Placyda Kurdwanowskiego, ówczesnego dziedzica Wojsławic.  W 1796 r. wymieniona jako „Huta Woyslawska”.

W 1827 r. wieś nazywano „Huta Maydan” natomiast w roku 1839 Maydan Huta. Według opisu Słownika geograficznego Królestwa Polskiego z roku 1882 Huta stanowiła  wieś w powiecie chełmskim, gminie i parafii Wojsławice. Według spisu z 1827 roku było tu 32 domy zamieszkałe przez 149 mieszkańców. Pod koniec XIX wieku była tam huta szkła i cegielnia. 
Pod Hutą 10 czerwca 1945 r. rozegrała się największa bitwa żołnierzy podziemia antykomunistycznego. 300-osobowe zgrupowanie Narodowych Sił Zbrojnych, dowodzone przez majora Mieczysława Pazderskiego ps.  „Szary” zostało zaatakowane przez polsko-radziecką grupę pościgową składającą się z pancernej jednostki Armii Czerwonej i Korpusu Bezpieczeństwa Wewnętrznego w sile około 2 tysięcy żołnierzy. W bitwie poległo 166 żołnierzy NSZ, w tym mjr Pazderski i większość dowódców, rannych zostało 30 żołnierzy NSZ, a do niewoli dostało się 11 osób, reszta rozpierzchła się. Spłonęły także 164 budynki w miejscu starcia.